# Джаннини, Джузеппе
Джузе́ппе Джанни́ни (итал. Giuseppe Giannini; 20 августа 1964, Рим) — итальянский футболист и тренер, играл на позиции полузащитника, ныне — тренер.

## Карьера

### Игровая карьера
Карьера Джаннини началась в клубе «Альмас Рома» с улицы Деметриаде, где он играл за молодёжный состав. В возрасте 14-ти лет у него был выбор, его приглашали «Лацио», «Рома», « Милан», «Сампдория» и «Ювентус», и Джаннини выбрал «Рому», по той причине, что цвет футболки клуба был для него самым симпатичным. После нескольких лет в молодёжном составе римлян и второй команде клуба, 31 января 1982 года он впервые вышел на поле за основу команды в матче с «Чезеной», проигранный «джалоросси» 0:1, однако тот матч так и остался единственным в сезоне для Джаннини. В сезоне 1982/83 Джаннини не выходил на поле, однако постоянно тренировался с основой команды, где за ним приглядывал Фалькао, однако и следующий сезон не удался у Джаннини, он сыграл лишь 2 матча.
Начиная с сезона 1984/85 Джаннини стал твёрдым игроком основы «Ромы», пресса начала говорить о рождающейся «звезде», он дебютировал в молодёжной сборной Италии, с которой через два года дошёл до финала чемпионата Европы, проигранного по пенальти испанцам, одним из тех, кто не забил пенальти стал Джаннини. В 1986 году «Рома», ведомая такими мастерами, как Джаннини, Анчелотти, Конти и Бонеком под руководством Свена-Ёрана Эриксона была главным претендентом на чемпионский титул, но клуб в последней игре проиграл «Лечче», а главный соперник, «Ювентус», победил и стал чемпионом. В том же году Джаннини дебютировал в сборной Италии, выйдя на поле в матче с Мальтой. Через год в 1987 году, после ухода Карло Анчелотти в «Милан», Джаннини стал капитаном родной команды, коим и оставался вплоть до последнего матча за клуб в 1996 году.
В 1988 году Адзельо Вичини взял Джаннини, знакомого ему по работе в молодёжной сборной, на чемпионат Европы, где дошли до полуфинала, проиграв лишь сборной СССР, через 2 года он поехал на чемпионат мира, проводившийся в Италии, но и здесь полуфинал стал помехой итальянцам, проигравшим по пенальти, а через год, 12 октября 1991 года Джаннини провёл свой последний матч за сборную, в матче с командой СССР.
Во времена европейского первенства Джаннини активно «сватали» в «Интернационале», предлагавший игроку баснословные деньги, однако тот всегда отказывал. Он выступал за «Рому» до 1996 года, долгое время был капитаном команды, и лишь ссора Джаннини с президентом клуба Франко Сенси заставила игрока сыграть прощальный матч в команде, после которого он сказал: «Ради этих минут стоило всю жизнь посвятить „Роме“, и я горд, что так и поступил». За «джаллоросси» Джаннини играл 15 лет, 9 из которых в качестве капитана команды, провёл 318 матчей и серии А, забив 49 мячей (из них 11 в сезоне 1987—1988, третий результат в лиге) и 38 матчей и 7 голов в еврокубках, включая финал кубка УЕФА, проигранный «Интеру». Затем он играл за «Штурм», «Наполи» и «Лечче».
Почти всю карьеру Джаннини в «Роме» его преследовали скандалы, связанные с якобы нетрадиционной сексуальной ориентацией футболиста. Некоторые газеты безосновательно писали, что Джаннини почти не встречается с женщинами и посещает клубы для гомосексуалистов. Но сам Джаннини ни разу не подтвердил эти слухи.

### Тренерская карьера
Тренировать Джаннини начал с 2004 года, возглавив «Фоджу», выступавшую на тот момент в серии С1, но был уволен не доиграв до середины сезона за неудовлетворительные результаты (4 победы, 7 ничьих и 6 поражений). В 2005 году Джаннини возглавил «Самбенедеттезе», и вновь был уволен, проведя на тренерском мостике клуба лишь 7 матчей, ни один из которых «Самбенедеттезе» не выиграл. В 2006 году Джаннини недолго проработал в Румынии, в клубе «Арджеш», но результат, как и двух предыдущих клубах был ужасающим: 1 победа при 9 поражениях.
19 сентября 2007 года Джаннини начал тренировать «Массезе», но здесь побил свой «рекорд» по времени работы — лишь 4 тура (1 победа, 1 ничья и 2 поражения), разругавшись с руководителями клуба. Однако, после увольнения, в том же сезоне вновь был взят на работу, тренируя команду уже до конца года. В 2008 году Джаннини начал тренировать «Галлиполи», и 17 мая 2009 года клуб гарантировал себе место в серии В, этот успех стал первым в тренерской карьере Джаннини. Уйдя из «Галлиполи», в следующем сезоне Джаннини возглавил клуб «Эллас Верона». 8 ноября был уволен из клуба из-за низких результатов c повторением тенденции — 1 победа, 1 ничья и 3 поражения.
30 октября 2011 года назначен главным тренером «Гроссето», помощником Джаннини становится Ферруччо Мариани, с которым они вместе играли в сезоне 1980—1981 года в «Роме». В первом матче «Гроссето» уступило дома «Бари» 0:1, за тем в гостевом поединке повержена «Ночерина» 2:1. В 15 туре «Гроссето» разгромлено дома 1:5 от «Варезе», после чего президент клуба официально заявил о том что Джаннини несмотря ни на что будет возглавлять команду. И в 16 туре в гостях «Гриффоны» обыграли «Падову» 1:0.
2 июля 2013 года назначен главным тренером сборной Ливана. Контракт подписан до конца 2015 года.

## Достижения
- Чемпион Италии: 1982/83
- Обладатель Кубка Италии: 1983/84, 1985/86, 1990/91
- Обладатель Суперкубка Австрии: 1996
- Обладатель Кубка Австрии: 1996/97